# Operatornorm
Eine Operatornorm ist ein Objekt aus dem mathematischen Teilgebiet der Funktionalanalysis. Die Operatornorm verallgemeinert die Idee, einem Objekt eine Länge zuzuordnen, auf die Menge der linearen Operatoren. Sind die zu betrachtenden Operatoren stetig, so ist die Operatornorm eine echte Norm, andernfalls kann die Operatornorm den Wert unendlich annehmen. Die Operatornorm einer linearen Abbildung zwischen endlichdimensionalen Vektorräumen ist nach Wahl einer Basis eine natürliche Matrixnorm.

## Definition
Seien {\displaystyle V} und {\displaystyle W} normierte Vektorräume und sei {\displaystyle f\colon V\rightarrow W} ein linearer Operator. Dann ist die Operatornorm
{\displaystyle \|{\cdot }\|\;\colon \;\{f\colon V\to W\mid f\ {\text{linear}}\}\to \mathbb {R} _{0}^{+}\cup \{\infty \}}
bezüglich der Vektornormen {\displaystyle \|\cdot \|_{V}} und {\displaystyle \|\cdot \|_{W}} durch
{\displaystyle \|f\|:=\inf \left\{c\geq 0\mid \forall x\in V\colon \|f(x)\|_{W}\leq c\,\|x\|_{V}\right\}}
definiert. Dies ist äquivalent zu
{\displaystyle \|f\|=\sup _{x\in V\setminus \{0\}}{\frac {\|f(x)\|_{W}}{\|x\|_{V}}}=\sup _{\|x\|_{V}=1}\|f(x)\|_{W}=\sup _{\|x\|_{V}\leq 1}\|f(x)\|_{W}.}
Man beachte, dass die Operatornorm von verschiedenen Autoren unterschiedlich notiert wird. Üblich sind unter anderem auch {\displaystyle \|f\|_{op}} oder auch die explizite Nennung des Raums, in dem der Operator lebt, z. B. {\displaystyle \|f\|_{L(V,W)}} für lineare Operatoren von {\displaystyle V} nach {\displaystyle W} oder noch konkreter {\displaystyle \|f\|_{L(C(K),\mathbb {R} )}} für lineare Funktionale (also lineare Operatoren auf {\displaystyle \mathbb {R} }) vom Vektorraum stetiger Funktionen auf kompaktem Intervall in die reellen Zahlen.
Unter Umständen wird die Operatornorm auch nur für stetige Operatoren definiert. Sie ist dann (als lineare Abbildung zwischen normierten Räumen) automatisch beschränkt (s. u.) und auch nur dann tatsächlich eine Norm.

## Eigenschaften
Die Operatornorm besitzt neben den für Normen charakteristischen drei Eigenschaften Definitheit, absolute Homogenität und Dreiecksungleichung noch weitere. Dies sind nicht zuletzt:

### Gültigkeit der fundamentalen Ungleichung
Ist {\displaystyle f\colon V\to W} ein linearer Operator, so gilt für {\displaystyle x\in V} stets
{\displaystyle \|f(x)\|_{W}\leq \|f\|\cdot {\|x\|_{V}}.}

### Submultiplikativität
Sind {\displaystyle f\colon V\to W} und {\displaystyle g\colon X\rightarrow V} lineare Operatoren, so sind die jeweiligen Operatornormen zusätzlich zu den üblichen Normeigenschaften submultiplikativ. Es gilt also
{\displaystyle \|f\circ g\|\leq \|f\|\cdot \|g\|.}

### Beschränktheit
Die Operatornorm linearer Abbildungen zwischen endlichdimensionalen Vektorräumen ist stets endlich, da die Einheitskugel eine kompakte Menge ist, die abgeschlossen und insbesondere beschränkt ist (siehe äquivalente Formulierung der Operatornorm oben). Somit ist im endlichdimensionalen Fall die Operatornorm immer eine echte Norm. Für unendlichdimensionale Vektorräume gilt dies nicht immer. Operatoren, deren Norm unendlich als Wert annimmt, werden unbeschränkt genannt. Auf Räumen mit solch unbeschränkten Operatoren ist die Operatornorm streng genommen keine echte Norm. Man kann zeigen, dass ein linearer Operator zwischen normierten Räumen genau dann eine endliche Operatornorm hat, wenn er beschränkt und damit stetig ist. Insbesondere wird dadurch der Raum der stetigen linearen Operatoren zu einem normierten Vektorraum.

### Vollständigkeit
Falls {\displaystyle W} vollständig ist, ist der Operatorraum {\displaystyle L(V,W)} mit der Operatornorm ebenfalls vollständig, selbst wenn {\displaystyle V} nicht vollständig ist.

## Beispiele

### Natürliche Matrixnormen
Da man jeden linearen Operator zwischen endlichdimensionalen Vektorräumen mithilfe einer Basis als Matrix {\displaystyle A\in {\mathbb {K} }^{m\times n}} darstellen kann, sind spezielle Matrixnormen, die natürlichen oder induzierten Matrixnormen, naheliegende Beispiele für Operatornormen. Die wichtigsten dieser natürlichen Matrixnormen sind die drei folgenden.
- Die Spaltensummennorm ist die durch die Summennorm induzierte Norm:

{\displaystyle \|A\|_{1}=\max _{\|x\|_{1}=1}\|Ax\|_{1}=\max _{j=1,\ldots ,n}\sum _{i=1}^{m}|a_{ij}|.}
Sie entspricht der maximalen Betragssumme aller Spalten der Matrix.
- Die Spektralnorm ist die durch die euklidische Norm induzierte Norm:

{\displaystyle \|A\|_{2}=\max _{\|x\|_{2}=1}\|Ax\|_{2}={\sqrt {\lambda _{\max }(A^{H}A)}}.}
Sie entspricht der Quadratwurzel des betragsmäßig größten Eigenwerts von {\displaystyle A^{H}A}, wobei {\displaystyle A^{H}} die adjungierte Matrix (im reellen Fall transponierte Matrix) zu {\displaystyle A} ist.
- Die Zeilensummennorm ist die durch die Maximumsnorm induzierte Norm:

{\displaystyle \|A\|_{\infty }=\max _{\|x\|_{\infty }=1}\|Ax\|_{\infty }=\max _{i=1,\ldots ,m}{\sum _{j=1}^{n}|a_{ij}|}.}
Sie entspricht der maximalen Betragssumme aller Zeilen der Matrix.
Jedoch ist nicht jede Matrixnorm eine Operatornorm. Die Gesamtnorm und die Frobeniusnorm sind beispielsweise keine Operatornormen.

### Der Folgenraum l2
Sei {\displaystyle s=(s_{i})_{i\in \mathbb {N} }} eine beschränkte Folge und damit ein Element des Folgenraums {\displaystyle \ell ^{\infty }}, der mit der Norm {\displaystyle \textstyle \|s\|_{\infty }=\sup _{n}|s_{n}|} versehen ist. Definiere nun einen Multiplikationsoperator {\displaystyle T_{s}\colon \ell ^{2}\to \ell ^{2}} durch {\displaystyle \textstyle a\mapsto (s_{i}\cdot a_{i})_{i\in \mathbb {N} }}. Dann gilt für die entsprechende Operatornorm
{\displaystyle \|T_{s}\|=\sup _{\|a\|_{\ell ^{2}}\neq 0}{\frac {\|T_{s}a\|_{\ell ^{2}}}{\|a\|_{\ell ^{2}}}}=\sup _{\|a\|_{\ell ^{2}}=1}{\sqrt {\sum _{i=1}^{\infty }|s_{i}\cdot a_{i}|^{2}}}=\sup _{i}|s_{i}|=\|s\|_{\ell ^{\infty }}.}

### Norm eines (Pseudo-)Differentialoperators
Seien {\displaystyle s,\alpha >0} und sei {\displaystyle P\colon H^{s}(\Omega )\to H^{s+\alpha }(\Omega )} ein beschränkter linearer Operator zwischen Sobolev-Räumen. Solche Operatoren können als Pseudodifferentialoperatoren dargestellt werden. Unter bestimmten Umständen, insbesondere wenn die Ordnung der Sobolev-Räume ganzzahlig ist, sind die Pseudodifferentialoperatoren (schwache) Differentialoperatoren. Der Raum der (Pseudo-)Differentialoperatoren kann mit einer Operatornorm versehen werden. Da die Norm im Sobolev-Raum durch {\displaystyle \|f\|_{H^{s}}=\|(1+|\cdot |^{2})^{\frac {s}{2}}\cdot {\mathcal {F}}(f)\|_{L^{2}}} gegeben ist, ist die Operatornorm für die (Pseudo)differentialoperatoren durch
{\displaystyle \|P\|=\sup _{\|f\|_{H^{s}}\neq 0}{\frac {\|Pf\|_{H^{s+\alpha }}}{\|f\|_{H^{s}}}}=\sup _{\|f\|_{H^{s}}\neq 0}{\frac {\|(1+|\cdot |^{2})^{\frac {s+\alpha }{2}}\cdot {\mathcal {F}}(Pf)\|_{L^{2}}}{\|(1+|\cdot |^{2})^{\frac {s}{2}}\cdot {\mathcal {F}}(f)\|_{L^{2}}}}}
gegeben.